# Wijnand Nuijen

Wijnand Nuijen ou Wijnandus Johannes Josephus Nuijen, est un peintre néerlandais né à La Haye le 4 mars 1813 et décédé précocement dans la même ville le 2 juin 1839.

## Biographie
Il étudie auprès des peintres Bartholomeus van Hove et Andreas Schelfhout à La Haye alors qu'il n'avait que douze ans.
Entre 1825 et 1829, il étudie à l'Académie de dessin de La Haye.
En 1829, il reçoit un prix de la société Felix Meritis d'Amsterdam pour la couleur de l'eau d'un paysage boisé. 
En 1833 il visite pour la première fois le nord de la France et la côte Normande. C'est une région étroitement associée aux peintres Richard Parkes Bonington et Eugène Isabey dont il admire le travail.
Il étudie également les lithographies de James Duffield Harding.
En 1836, il est admis à l'Académie royale des beaux-arts d'Amsterdam.
Juste un an avant sa mort, le 25 juillet 1838 il épouse la fille de Schelfhout et devient le beau-frère de Nicolaas Johannes Roosenboom (1805-1880) et du photographe Henri Schelfhout (1839-1910).

## Œuvre
Il s'est spécialisé dans les paysages. Sa région de prédilection est la Normandie et la côte nord de la France. 
- Paysage de ville en hiver (vers 1819), huile sur panneau, 37 × 31 cm, Musée Boijmans Van Beuningen, Rotterdam[4]
- Paysage de rivière avec ruine (1835), huile sur toile, 99 × 141 cm, Rijksmuseum Amsterdam[5]
- Marais avec moulin à vent (1836), huile sur toile, 105 × 158 cm, Musée Boijmans Van Beuningen, Rotterdam[6]
- Personnages sur un port en Normandie (1836), huile sur toile, 65 × 87 cm, Collection privée, Vente Christie's 2019[7]
- Naufrage au large d'une côte rocheuse (vers 1837), huile sur toile, 154 × 206 cm, Rijksmuseum Amsterdam[8]
- Journée d'hiver glaciale sur un canal néerlandais gelé (1838), huile sur panneau, 32 × 39 cm, Collection privée, vente Van Ham 2012[9]
- Scène de rivière (1838), huile sur toile, 90 × 116 cm, Wallace Collection, Londres[10]

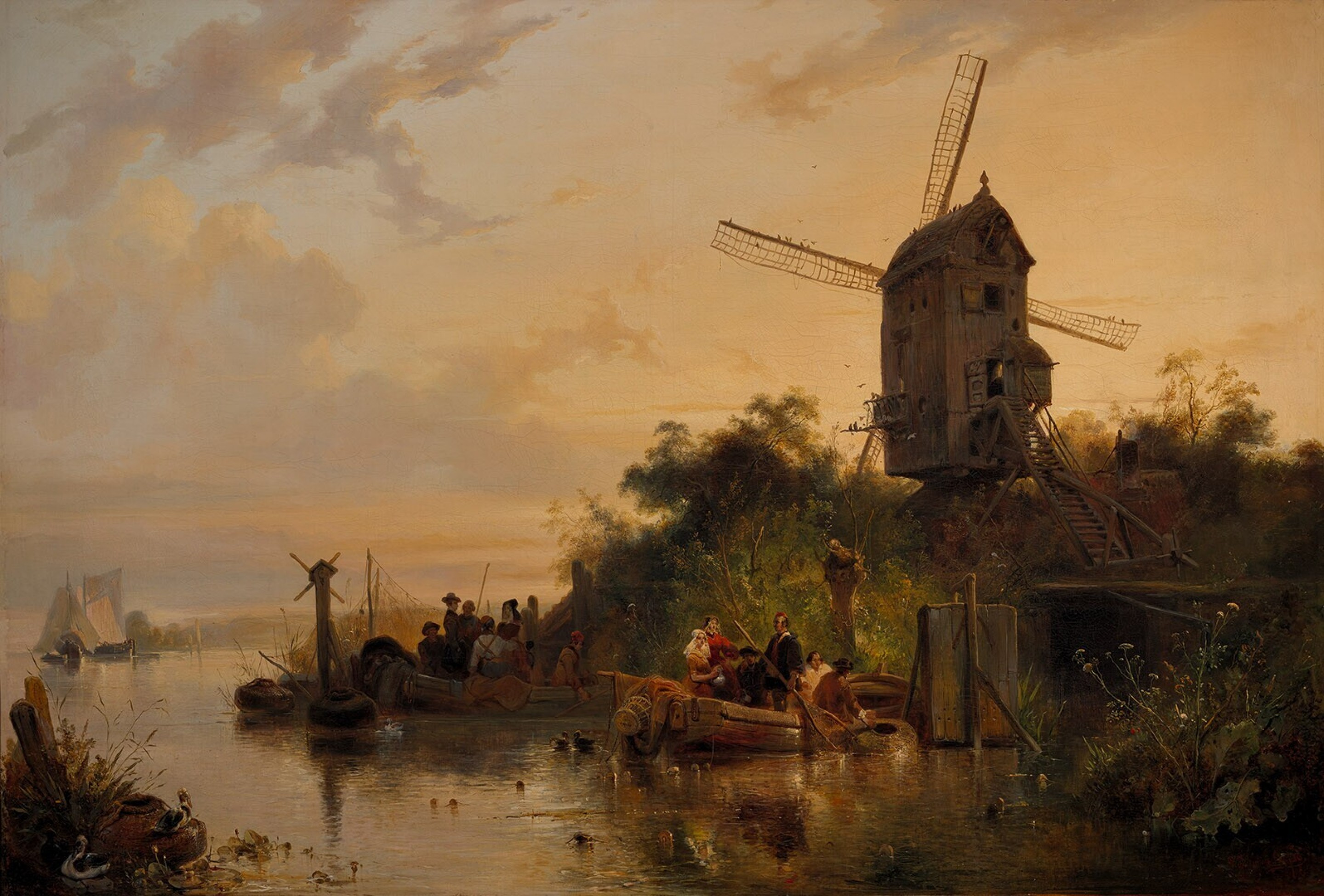
Marais avec moulin à vent(1836) Musée Boijmans Van Beuningen
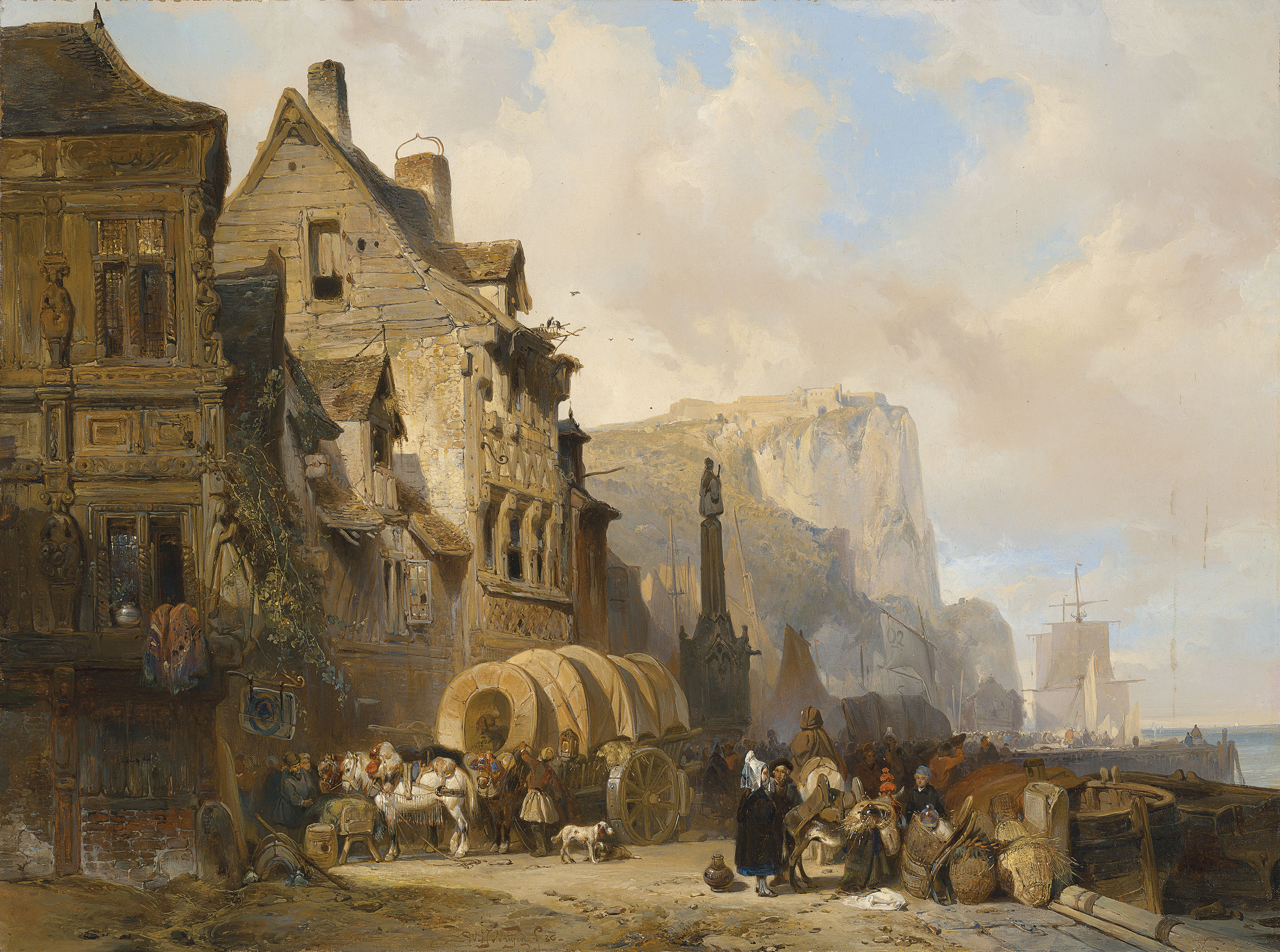
Port en Normandie (1836) Collection privée
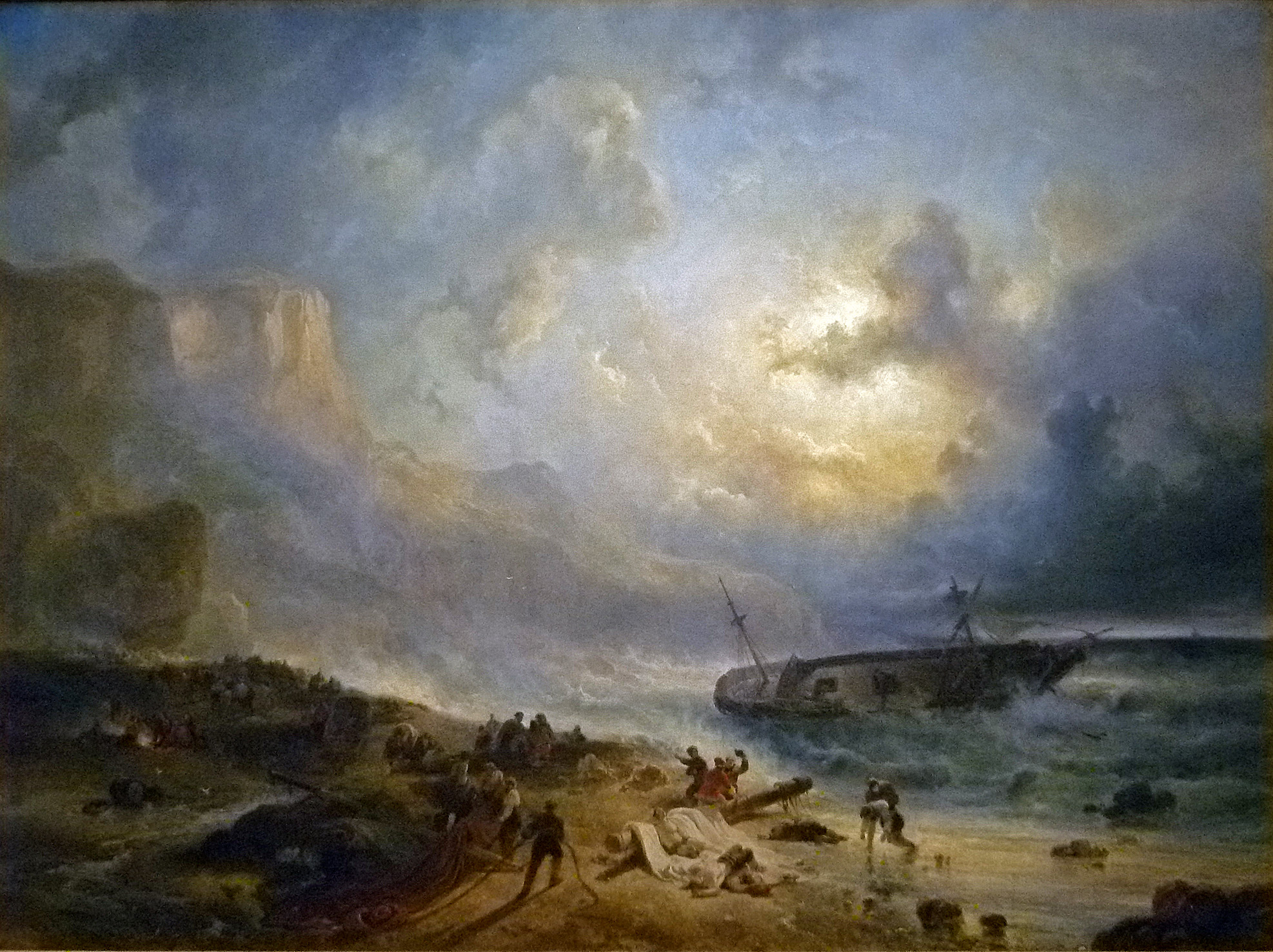
Naufrage au large d'une côte rocheuse (vers 1837) Rijksmuseum Amsterdam

## Postérité
Après sa mort à la fleur de l'âge, sa manière anglo-française a beaucoup influencé les générations suivantes de peintres de paysages hollandais.